# Sutom
Sutom je malá vesnice a jedna z devíti místních částí města Třebenice v okrese Litoměřice v Ústeckém kraji.
Sutom se nachází 6 km západně od Lovosic a tři kilometry severozápadně od Třebenic na jihozápadním svahu Sutomského vrchu (506 m). Přímo nad Sutomí se pak vypíná méně nápadná vyvýšenina zvaná Holý vrch (459 m). Vesnice je protáhlá, uličního typu; její osu představuje strmě stoupající silnička od Vlastislavi.

## Historie
První písemná zmínka o vesnici pochází z roku 1276.

## Obyvatelstvo
|           | 1869 | 1880 | 1890 | 1900 | 1910 | 1921 | 1930 | 1950 | 1961 | 1970 | 1980 | 1991 | 2001 | 2011 |
| --------- | ---- | ---- | ---- | ---- | ---- | ---- | ---- | ---- | ---- | ---- | ---- | ---- | ---- | ---- |
| Obyvatelé | 210  | 210  | 187  | 174  | 181  | 170  | 187  | 87   | 105  | 102  | 73   | 40   | 45   | 55   |
| Domy      | 46   | 46   | 46   | 46   | 45   | 45   | 44   | 41   | 30   | 30   | 22   | 34   | 34   | 31   |

## Pamětihodnosti
Hlavní pamětihodností Sutomi je zdaleka viditelný kostel svatých Petra a Pavla na horním konci vesnice, poprvé připomínaný v 80. letech 14. století. Nynější podoba kostela je však mnohem pozdější, barokní, z let 1716 až 1724. Autor této přestavby není s jistotou doložen, všeobecně však bývá připisována litoměřickému architektu Octaviu Broggiovi. Při kostele stojí dřevěná zvonice, původně snad také z počátku 18. století a přestavěná ve 19. století. Mezi kulturní památky patří také budova fary.

## Osobnosti
- Vinzenz Luksch (1845–1920), kněz, historik umění a historik

## Galerie

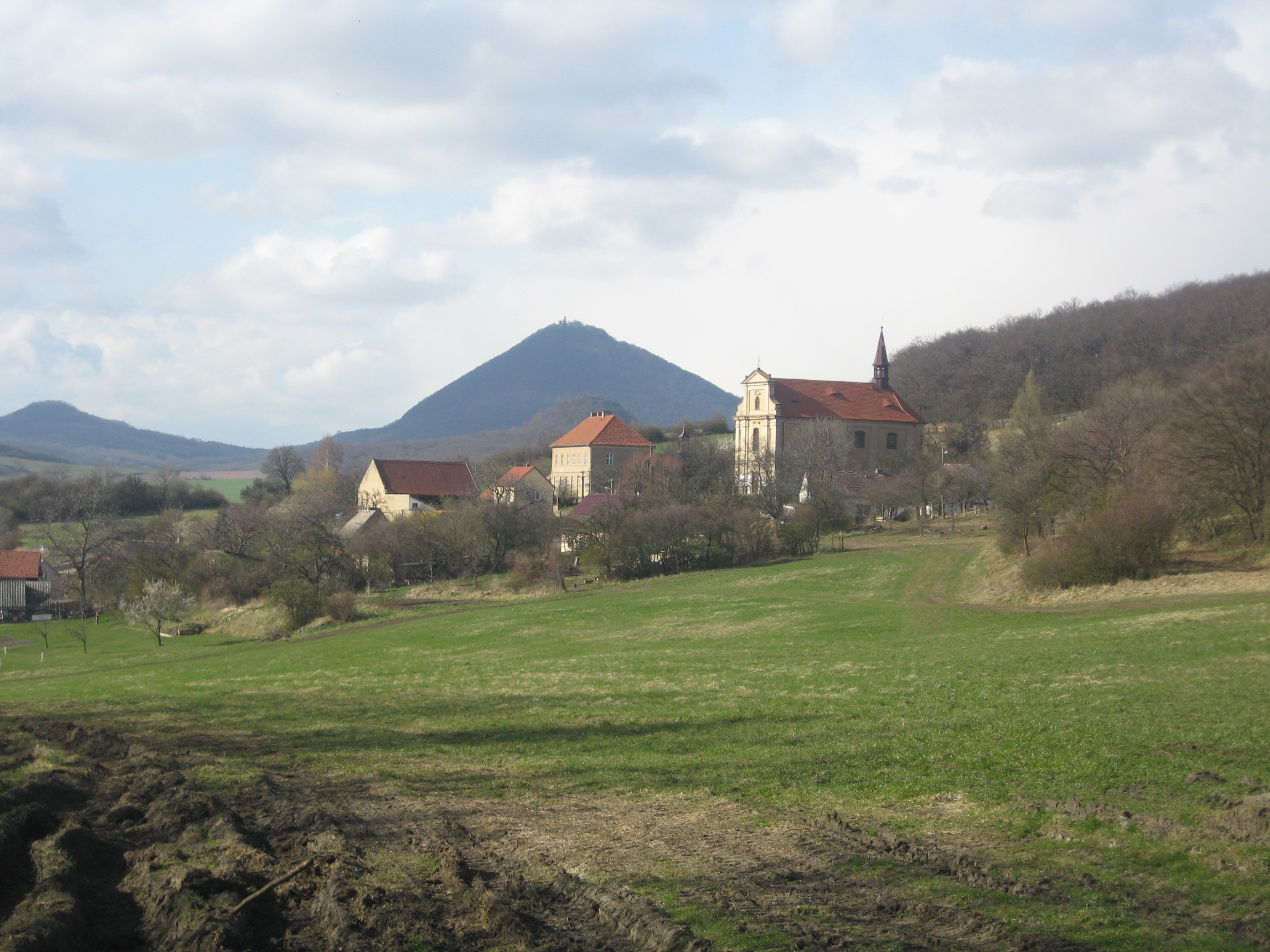
Sutom v pozadí s Milešovkou
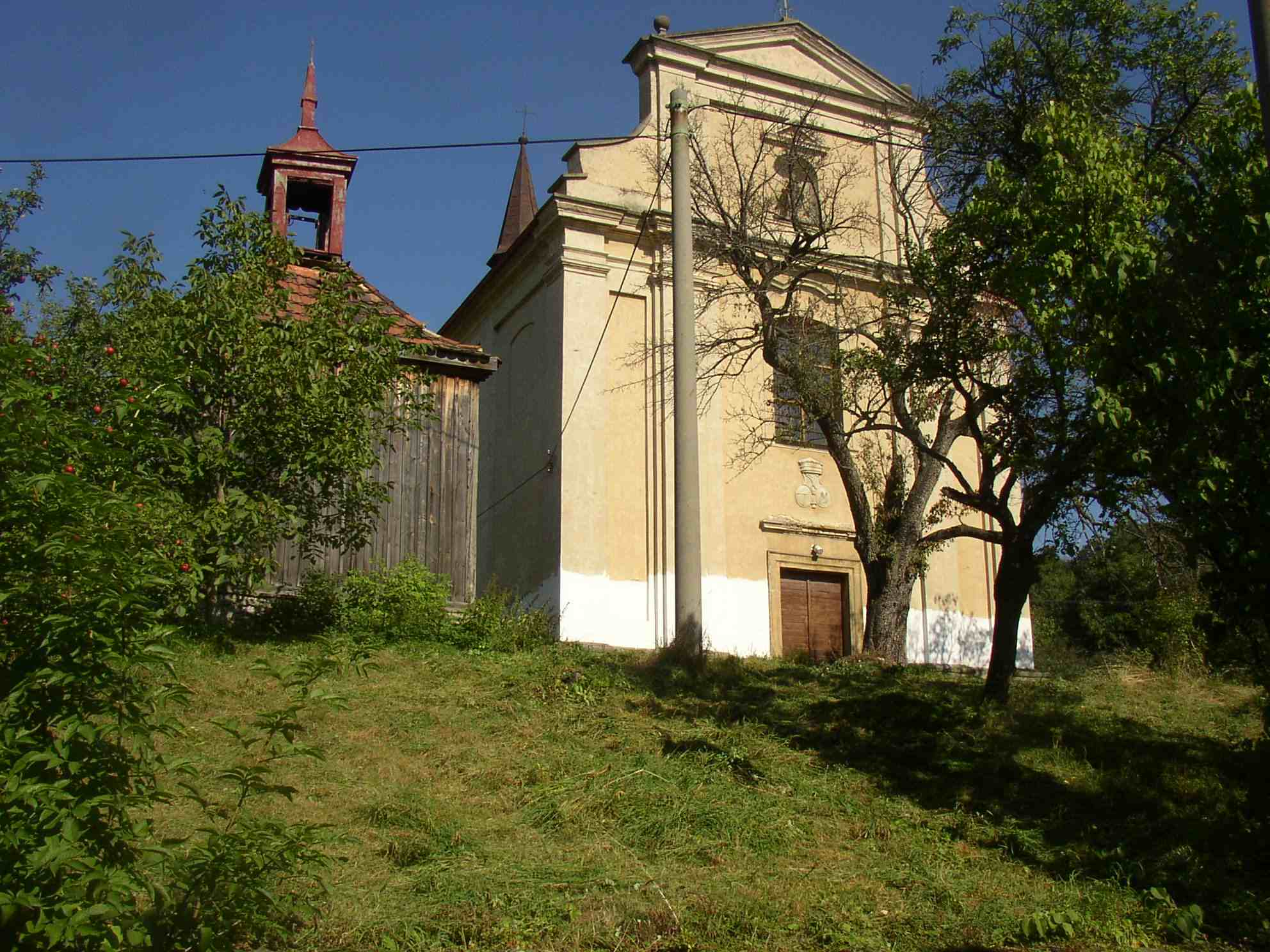
V kostele svatého Petra a Pavla měli roku 1845 svatbu rodiče spisovatele Svatopluka Čecha